# Овдянское
Овдянское (укр. Овдянське) — село,
Бишкинский сельский совет,
Лебединский район,
Сумская область,
Украина.
Код КОАТУУ — 5922980402. Население по переписи 2001 года составляло 6 человек .

## Географическое положение
Село Овдянское находится в 3-х км от левого берега реки Ревки.
На расстоянии в 2 км расположены сёла Ревки и Пивничное.
По селу протекает пересыхающий ручей с запрудой.
Рядом проходит железная дорога, станция Рябушки в 2-х км.